# Nelarabine
Nelarabine là một loại thuốc hóa trị được sử dụng trong bệnh bạch cầu lymphoblastic cấp tính tế bào T. Nó trước đây được gọi là 506U78.
Nelarabine là một tiền chất của arabinosyl Quanin nucleotide triphosphate (araGTP), một loại chất tương tự nucleoside purine, gây ức chế tổng hợp DNA và gây độc tế bào. Các nghiên cứu tiền lâm sàng cho thấy các tế bào T đặc biệt nhạy cảm với nelarabine. Vào tháng 10 năm 2005, nó đã được FDA chấp thuận cho bệnh bạch cầu lymphoblastic cấp tính và u lympho lympho tế bào T không đáp ứng hoặc đã tái phát sau khi điều trị bằng ít nhất hai chế độ hóa trị. Nó sau đó đã được phê duyệt tại Liên minh châu Âu vào tháng 10 năm 2005. Đáp ứng đầy đủ đã đạt được với thuốc này.
Nó được bán trên thị trường ở Mỹ với tên gọi Arranon và Atriance ở EU bởi Novartis.